# El Eliminati
El Eliminati est le 14e épisode de la saison 3 de la série télévisée Buffy contre les vampires.

## Résumé
Un nouvel observateur, Wesley Wyndam-Pryce, arrive d'Angleterre pour s'occuper de Buffy et Faith, mais elles n'acceptent pas son autorité. Elles sont néanmoins chargées de retrouver une amulette qui a appartenu au démon Balthazar, la trouvent au cimetière, mais doivent combattre des vampires habillés de façon médiévale et armés d'épées, l'ordre El Eliminati, des combattants qui obéissent à Balthazar. Buffy prend de plus en plus de plaisir à combattre les vampires et adopte un comportement désinvolte, suivant en cela l'exemple de Faith qui pense que les Tueuses sont au-dessus des lois. Elles trouvent le repaire de Balthazar mais, alors qu'elles pillent un magasin d'armes pour prendre ce qu'il leur faut, sont arrêtées par la police et arrivent néanmoins à s'échapper en provoquant un accident de voiture.
La nuit suivante, Balthazar fait enlever par ses serviteurs Giles et Wesley, alors que Buffy et Faith sont attaquées par d'autres vampires. Elles s'en débarrassent, mais Faith tue accidentellement l'adjoint du maire, Alan Finch, qui observait la scène en le prenant pour un vampire. Les deux Tueuses partent alors chacune de leur côté et, alors que Faith revient pour faire disparaître le corps, Angel annonce à Buffy que les deux observateurs ont été enlevés. Le vampire et elle partent alors les délivrer et, à l'issue du combat, Balthazar meurt électrocuté. De son côté, le Maire entame les cent jours qui précèdent son Ascension, une période durant laquelle rien ne peut le tuer ou même le blesser. Buffy part retrouver Faith pour lui faire prendre conscience qu'elle a tué un être humain, mais cette dernière semble indifférente.

## Production